# Île Little Wellington
Pour les articles homonymes, voir Wellington (homonymie).
Ne doit pas être confondue avec l'île Lavoisier, également appelée île Serrano
L'île Little Wellington, en espagnol : isla Little Wellington, également connue sous le nom d'île Serrano, est une île située dans la partie australe du Chili, dans l'océan Pacifique, au sud du golfe de Penas. Elle fait partie de l'archipel Wellington et est administrativement rattachée à la province de Capitán Prat, dans la XIe région Aisén del General Carlos Ibáñez del Campo. Avec une superficie de 1 062,8 km2, elle est par sa taille la 14e plus grande île du Chili. 
L'île Little Wellington est une grande île de forme triangulaire, comprenant un grand bras de mer, le seno Waldemar, qui la divise pratiquement en deux. 
Elle est entourée par le canal Albatross qui la sépare de l'île Prat au nord et au nord-ouest, par le canal Fallos qui la sépare de l'île Campana à l'ouest, par le canal Adalberto qui la sépare de l'île Aldea au sud-ouest et de l'île Wellington — la principale île de l'archipel — au sud. Elle est séparée du continent sud-américain et de l'île Caldcleugh par le canal Messier.